# Villeparisis
Villeparisis (franskt uttal: [vilpaʁizi]
 ( lyssna)) är en kommun i departementet Seine-et-Marne i regionen Île-de-France i norra Frankrike. Kommunen ligger i kantonen Villeparisis som tillhör arrondissementet Meaux. År 2022 hade Villeparisis 26 794 invånare.
Villeparisis är en av de nordöstliga förorterna till Paris och ligger 21,8 kilometer från Paris centrum.

## Befolkningsutveckling
| Befolkningsutvecklingen i Villeparisis 1968–2021 | Befolkningsutvecklingen i Villeparisis 1968–2021 | Befolkningsutvecklingen i Villeparisis 1968–2021 | Befolkningsutvecklingen i Villeparisis 1968–2021 | Befolkningsutvecklingen i Villeparisis 1968–2021 |
| ------------------------------------------------ | ------------------------------------------------ | ------------------------------------------------ | ------------------------------------------------ | ------------------------------------------------ |
|                                                  |                                                  |                                                  |                                                  |                                                  |
| År                                               |                                                  |                                                  | Folkmängd                                        |                                                  |
| 1968                                             | 1968                                             |                                                  | 13 470                                           |                                                  |
| 1975                                             | 1975                                             |                                                  | 14 817                                           |                                                  |
| 1982                                             | 1982                                             |                                                  | 16 659                                           |                                                  |
| 1990                                             | 1990                                             |                                                  | 18 790                                           |                                                  |
| 1999                                             | 1999                                             |                                                  | 21 296                                           |                                                  |
| 2007                                             | 2007                                             |                                                  | 23 368                                           |                                                  |
| 2015                                             | 2015                                             |                                                  | 26 255                                           |                                                  |
| 2021                                             | 2021                                             |                                                  | 26 822                                           |                                                  |